# 성남중원경찰서
성남중원경찰서(城南中院警察署, Seongnam Jungwon Police Station)는 경기도남부경찰청이 관할하는 경찰서 중 하나이다. 경기도 성남시 중원구 일원을 관할한다. 경기도 성남시 중원구 금빛로2번길 10 (상대원동)에 위치하고 있다.
서장은 총경으로 보한다.

## 기본 정보
- 주소: 경기도 성남시 중원구 금빛로2번길 10 (상대원동)
- 우편번호: 13200

## 관할 파출소 및 지구대
성남중원경찰서는 2개의 지구대와 4개의 파출소를 산하에 두고 있다.
| 명칭          | 사진 | 주소                     | 관할구역                         | 치안센터       |
| ------------- | ---- | ------------------------ | -------------------------------- | -------------- |
| 성호지구대    |      | 산성대로 190-6 (성남동)  | 성남동                           |                |
| 금광지구대    |      | 금빛로 33 (금광동)       | 금광1·2동                        |                |
| 대원파출소    |      | 둔촌대로 439 (상대원동)  | 상대원1·3동                      |                |
| 상대원2파출소 |      | 희망로 373 (상대원동)    | 상대원2동, 중앙동                |                |
| 은행파출소    |      | 은행로25번길 14 (은행동) | 은행1·2동                        |                |
| 도촌파출소    |      | 도촌북로 43 (도촌동)     | 도촌동, 하대원동, 여수동, 갈현동 | 하대원치안센터 |

## 같이 보기
- 경기도남부지방경찰청